# 대저동
대저동(大渚洞)은 부산광역시 강서구의 서낙동강과 낙동강 본류(동낙동강), 평강천 사이의 지역으로, 대저1동과 대저2동이 각각 행정동 및 법정동이다. 김해국제공항이 이곳에 있다.
당도가 높고 짭짤한 토마토가 재배된다. 대저토마토는 지리적 표시 제86호로 등록됐다. 4대강 정비 사업에 따라 에코델타시티가 개발될 예정이지만 대저토마토 재배지가 줄어들어 논란이 되고 있다. 그래서 지금은 김해시 화목동에서도 짭짤이토마토가 재배된다.

## 관광지
- 맥도생태공원
- 강서체육공원
- 대저생태공원

## 역사
조선시대에는 양산군 대상면(현 대저1동), 대하면(현 대저2동)이었고, 1906년 김해군에 편입되면서 대저면(大渚面)으로 통합되었다. 1978년 2월 15일 강동동, 명지동 지역과 함께 부산직할시에 신설된 북구에 편입되었다.
- 조선시대 : 경상남도 양산군 대상면(현 대저1동), 대하면(현 대저2동)
- 1906년 : 경상남도 양산군에서 김해군으로 편입되고 대저면(大渚面)으로 통합
- 1973년 7월 1일 : 대저면이 대저읍으로 승격[1]
- 1978년 2월 15일 : 대저읍을 비롯한 낙동강삼각주 일대가 부산직할시로 편입되어, 부산시 북부출장소(현재의 북구와 사상지역)와 합쳐 북구를 신설하였다.[2]

| 법률 제3014호   |                                                                                                |             |             |
| 구 행정구역     | 구 행정구역                                                                                    | 신 행정구역 | 신 행정구역 |
| 대저읍 (大渚邑) | 출두리(出斗里), 사덕리(沙德里), 대지리(大地里), 평강리(平江里)                                 | 대저동      | 대저1동     |
| 대저읍 (大渚邑) | 덕두리(德斗里), 소덕리(小德里), 도도리(桃島里), 사두리(沙頭里), 맥도리(麥島里), 울만리(蔚滿里) | 대저동      | 대저2동     |
- 1983년 5월 1일 : 대저1동과 대저2동으로 분동
- 1983년 12월 15일 : 대저2동의 을숙도, 일웅도가 사하구로 편입됨[3]
- 1989년 1월 1일 : 부산직할시 강서구 대저1동, 대저2동이 됨[4]
- 1995년 1월 1일 : 부산광역시 강서구 대저1동, 대저2동이 됨

## 교통
- 부산 도시철도 3호선
- 부산-김해 경전철
- 김해국제공항

## 교육
- 대상초등학교
- 대저초등학교
- 대저중앙초등학교
- 덕두초등학교
- 배영초등학교
- 강서고등학교
- 낙동중학교
- 대저중학교
- 대저고등학교